# The Game (album de Queen)
Pour les articles homonymes, voir The Game.
Albums de Queen
Live Killers
(1979) Flash Gordon
(1980)
Singles
1. Crazy Little Thing Called Love
Sortie : 5 octobre 1979
2. Save Me
Sortie : 25 janvier 1980
3. Play the Game
Sortie : 30 mai 1980
4. Another One Bites the Dust
Sortie : 22 août 1980
5. Need Your Loving Tonight
Sortie : novembre 1980

The Game est le huitième album du groupe de rock britannique Queen, sorti en 1980.

## Historique

Les quatre membres de Queen avec Diego Maradona en 1981 avant un concert en Argentine pour la tournée promotionnelle de The Game.

L'album The Game est le 8e album de Queen. Il sort à l'été 1980 presque deux ans après Jazz, leur dernier essai studio, mais entre-temps, le groupe avait sorti son 1er live en 1979 avec Live Killers.
- The Game est à la croisée des chemins, un album charnière de la carrière du groupe. Pour preuve les annotations indiquant les deux phases d'enregistrement des différents morceaux de l'album : chaque face commence avec les dernières compositions (de l'hiver et du printemps 1980) et se termine par celles qui avaient été enregistrées durant l'été 1979.
- The Game fut un gros succès commercial : il se classe n° 1 au Royaume-Uni[4] et aux États-Unis grâce à la présence de deux hits mondiaux, Crazy Little Thing Called Love, rockabilly de Freddie Mercury et Another One Bites the Dust, disco-funk à la ligne de basse célèbre signé John Deacon. Les deux chansons se classent numéro 1 aux États-Unis et elles confisquent les 1res places des hit-parades dans les autres pays sinon la 1re. Pour prolonger ce succès, de nombreuses chansons de The Game sortiront en 45 tours. En ouverture de The Game, et en clin d'œil à la nouvelle utilisation des synthés, se trouve le titre qui a donné son nom à l'album, Play the Game (dernier 45 tours, 14e au Royaume-Uni), qui débute justement par des sons synthétisés. Outre ces trois morceaux, se trouvent Save Me, autre hit signé Brian May, Don't Try Suicide, dans lequel le groupe surprend en abordant avec légèreté un thème plutôt sérieux[5], et deux morceaux énergiques de Roger Taylor dans lesquels il ne chante plus beaucoup, et ce depuis l'album Jazz, laissant le soin à Freddie Mercury de les interpréter.

## Classements et certifications
| Pays                                    | Meilleure position |
| --------------------------------------- | ------------------ |
| Allemagne de l'Ouest (Media Control AG) | 2                  |
| Autriche (Ö3 Austria Top 40)            | 5                  |
| Canada (RPM Top Albums)                 | 1                  |
| États-Unis (Billboard 200)              | 1                  |
| Italie (FIMI)                           | 10                 |
| Japon (Oricon)                          | 5                  |
| Norvège (VG-lista)                      | 2                  |
| Nouvelle-Zélande (RIANZ)                | 11                 |
| Pays-Bas (Mega Album Top 100)           | 1                  |
| Royaume-Uni (UK Albums Chart)           | 1                  |
| Suède (Sverigetopplistan)               | 7                  |

| Pays                 | Ventes      | Certifications |
| -------------------- | ----------- | -------------- |
| Allemagne (BVMI)     | 250 000 +   | Or             |
| Autriche (IFPI)      | 25 000 +    | Or             |
| Espagne (Promusicae) | 50 000 +    | Or             |
| États-Unis (RIAA)    | 4 000 000 + | 4 × Platine    |
| Pays-Bas (NVPI)      | 50 000 +    | Or             |
| Pologne (ZPAV)       | 20 000 +    | Platine        |
| Royaume-Uni (BPI)    | 100 000 +   | Or             |

## Fiche technique

### Titres
| 1. | Play the Game                  | Freddie Mercury | 3:31 |
| 2. | Dragon Attack                  | Brian May       | 4:19 |
| 3. | Another One Bites the Dust     | John Deacon     | 3:38 |
| 4. | Need Your Loving Tonight       | John Deacon     | 2:49 |
| 5. | Crazy Little Thing Called Love | Freddie Mercury | 2:43 |

| 1. | Rock It (Prime Jive)                               | Roger Taylor    | 4:33 |
| 2. | Don't Try Suicide                                  | Freddie Mercury | 3:53 |
| 3. | Sail Away Sweet Sister (To the Sister I Never Had) | Brian May       | 3:33 |
| 4. | Coming Soon                                        | Roger Taylor    | 2:51 |
| 5. | Save Me                                            | Brian May       | 3:49 |

| 1. | Save Me (live in Montréal, November 1981)                   | 4:18 |
| 2. | A Human Body (B-side)                                       | 3:44 |
| 3. | Sail Away Sweet Sister (take 1 with guide vocal)            | 2:34 |
| 4. | It's a Beatiful Day (original spontaneous idea, April 1980) | 1:31 |
| 5. | Dragon Attack (live at Milton Keynes Bowl, June 1982)       | 5:15 |

### Musiciens
- Freddie Mercury - chants, piano, claviers, guitare acoustique sur Crazy little thing called love
- Brian May - guitare, claviers, chœurs, chant
- Roger Taylor - batterie, claviers, chœurs, chant
- John Deacon - basse, claviers